# Ås, Hedesunda
Ås är en by i Hedesunda socken, Gävle kommun. Den är känd i skriftliga källor från år 1401. Tidiga stavningar: Åse och Åås. Ńaturnamn som Ås tillhör de äldsta osammansatta bynamnen. Ås finns omedelbart norr om Hedesundas centrumby Brunn och öster om Hedesundaåsen. (Inom Enköpingsåsen)